# Danny Jacobs
Danny Jacobs (Michigan, 7 luglio 1968) è un attore e doppiatore statunitense, conosciuto per I pinguini di Madagascar.

## Biografia
Nato a Detroit, Michigan, nel 1968, Jacobs è il sesto di sette figli.
Nel 2015 ha vinto un Daytime Emmy Award per il suo doppiaggio nella serie animata Tutti pazzi per Re Julien.

## Filmografia

### Cinema
- Full Blast, regia di Rodrigue Jean (1999)
- Epic Movie, regia di Jason Friedberg e Aaron Seltzer (2007)
- Hostel: Part III, regia di Scott Spiegel (2011)
- Elyse, regia di Stella Arroyave (2020)
- See You Then, regia di Mari Walker (2021)

### Televisione
- Bachelor Party 2 - L'ultima tentazione (Bachelor Party 2: The Last Temptation), regia di Bob Israel (2008) - film Direct-to-video
- NCIS: Los Angeles - serie TV, 1 episodio (2009-in corso)

### Doppiatore
- I pinguini di Madagascar (Penguins of Madagascar), regia di Eric Darnell e Simon J. Smith (2014)
- I pinguini di Madagascar - serie animata, 82 episodi (2008-2015)
- Tutti pazzi per Re Julien (All Hail King Julien) - serie animata, 13 episodi (2017)

## Doppiatori italiani
Nelle versioni in italiano dei suoi lavori, Danny Jacobs è stato doppiato da:
- Pino Insegno in Epic Movie[1]
- Dimitri Winter in NCIS: Los Angeles

Da doppiatore è sostituito da:
- Oreste Baldini ne I pinguini di Madagascar (film 2014), I pinguini di Madagascar (serie animata)
- Ruggero Andreozzi in Tutti pazzi per Re Julien